# John Stol

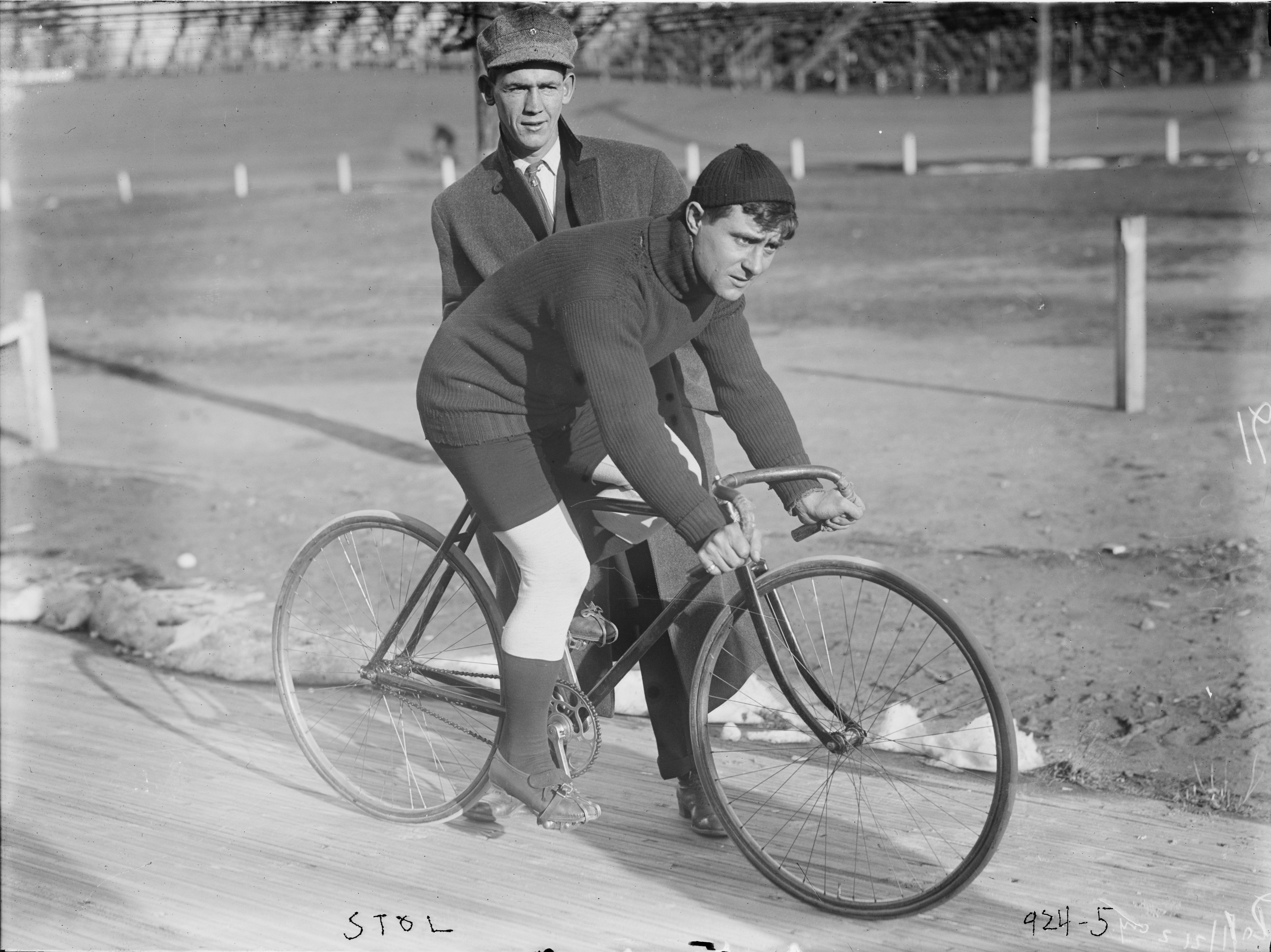
John Stol (1909)

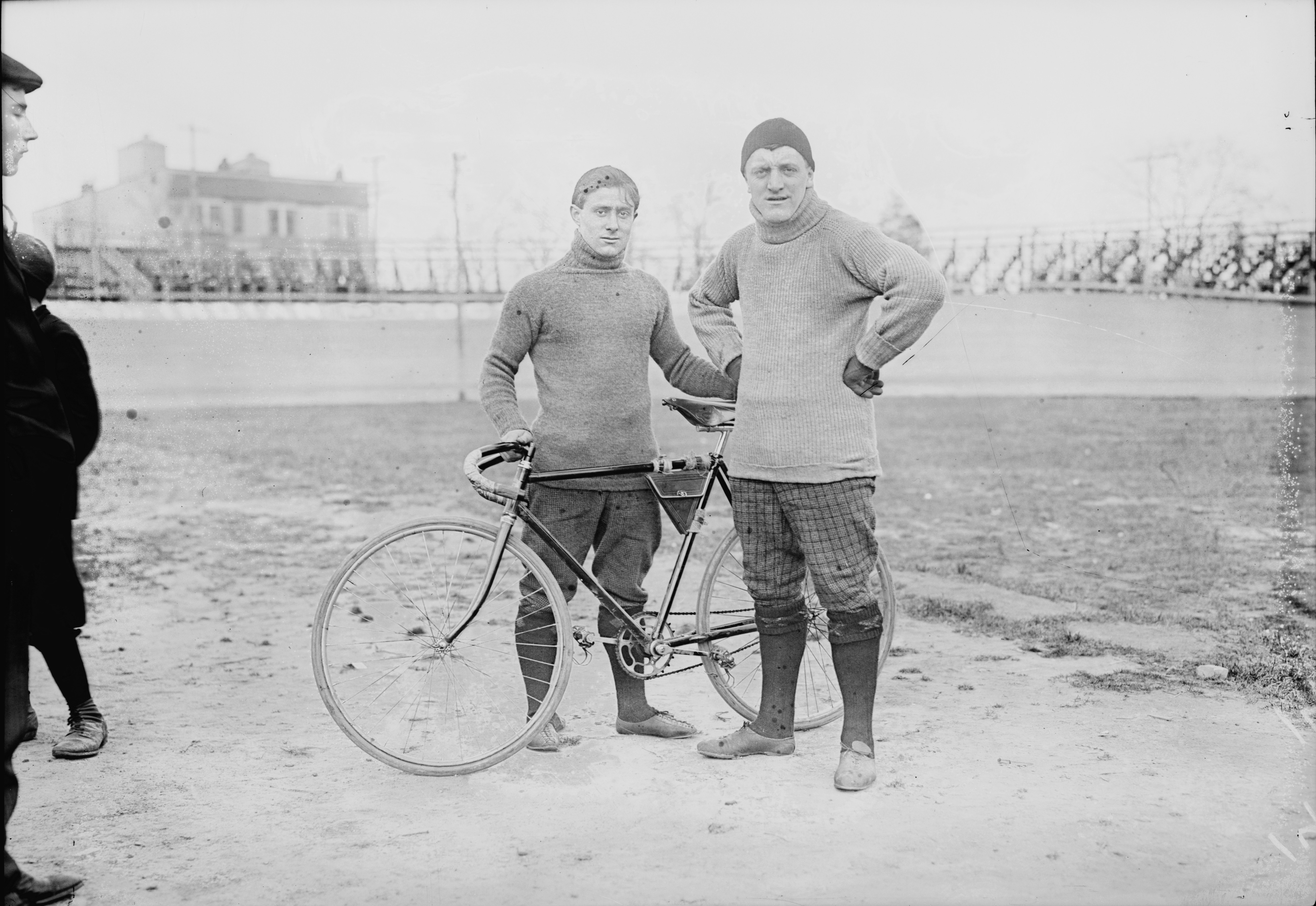
Stol mit Walter Rütt (r.)

John Stol (* 19. April 1885 in Amsterdam; † 26. Juli 1973 ebenda) war ein niederländischer Radrennfahrer. Er war der erste Niederländer, der ein Sechstagerennen gewann.
Stol lernte erst mit 17 Jahren Radfahren, begrub aber schnell seinen Berufswunsch, Architekt zu werden und wurde Profi-Rennfahrer. Er lebte und trainierte die meiste Zeit in Berlin. Er startete bei insgesamt 19 Sechstagerennen; 1907 siegte er erstmals gemeinsam mit Walter Rütt in New York. Schon 1904 hatte er gemeinsam mit dem Belgier Arthur Vanderstuyft dort den zweiten Platz belegt. Dem Sieg in New York folgten vier weitere Siege bei Sechstagerennen mit Rütt in Berlin und Frankfurt.
Der zierliche Stol, genannt der „fliegende Amsterdammer“, fuhr auch in anderen Disziplinen: Seine Karriere als Steher beendete er jedoch 1909 auf Bitten seiner Eltern nach einem schweren Unglück auf der Radrennbahn Botanischer Garten in Berlin. Von 1913 bis 1918 war er Niederländischer Meister der Profi-Sprinter. Als solcher rangierte er auf deutschen Bahnen  viele Jahre unter den Hauptverdienern. Den Grand Prix Amsterdam gewann er 1911. 1904 stellte er zudem mit dem Deutschen Thaddäus Robl einen Tandemweltrekord über 20 km hinter Motorführung auf.
Der in seiner aktiven Zeit als Rennfahrer äußerst beliebte Stol verscherzte sich nach dem Ende seiner aktiven Laufbahn viele Sympathien als Funktionär des niederländischen Radfahrer-Verbandes, weil er sich selbstherrlich aufführte.